# Tinjar Valles
Le Tinjar Valles sono una struttura geologica della superficie di Marte.